# 제21회 영국 아카데미 영화상
제21회 영국 아카데미 영화상은 1967년의 최고의 영화를 기리기 위해 1968년에 열린 시상식이다.

## 수상

### 작품상
- 사계절의 사나이 - 프레드 진네만 수상

### 알렉산더 코다 상
- 사계절의 사나이 - 프레드 진네만 수상

### 칼 포먼 상
- 우리에게 내일은 없다 - 페이 더너웨이 수상
- 귀향 - 페이 더너웨이 수상

### 남우주연상(영국)
- 사계절의 사나이 - 폴 스코필드 수상

### 남우주연상(외국)
- 밤의 열기 속으로 - 로드 스테이거 수상

### 여우주연상(영국)
- 에디스 에반스 수상

### 여우주연상(외국)
- 남과 여 - 아누크 에메 수상

### 각본상(영국)
- 사계절의 사나이 - 로버트 볼트 수상

### 촬영상
- 사계절의 사나이 - 테드 무어 수상

### 촬영상(흑백)
- Gerry Turpin 수상

### 의상상
- 사계절의 사나이 - 엘리자베스 하펜든 수상

### 의상상(흑백)
- 조셀린 릭카즈 수상

### 미술상
- 사계절의 사나이 - 존 복스 수상

### 단편애니메이션작품상
- Rene Jodoin 수상

### 단편영화작품상
- Derek Williams 수상

### UN상
- 밤의 열기 속으로 - 노만 주이슨 수상

### 특별상
- Robert Verrall 수상

## 같이 보기
- 제40회 아카데미상
- 제20회 미국 감독 조합상
- 제25회 골든 글로브상
- 제20회 미국 작가 조합상